# Simmringen
Simmringen  (umgangssprachlich hohenlohisch: Simre) ist ein Ortsteil der Gemeinde Igersheim im Main-Tauber-Kreis in Baden-Württemberg.

## Geographie
Zur ehemaligen Gemeinde Simmringen gehört neben dem Dorf Simmringen (⊙) kein weiterer Wohnplatz. Simmringen ist der nördlichste Teilort von Igersheim, von drei Seiten vom Freistaat Bayern umgeben, und gehört geografisch in den Ochsenfurter Gau. Es war der nördlichste Ort im ehemaligen Königreich Württemberg.
Das Haufendorf liegt direkt an der Bundesstraße 19. Es hat etwa 60 Einwohner.

## Geschichte
Der Ortsname Simmringen ist von einem Personennamen abgeleitet: Sumer, Summeringen, d. h. Ort eines Sumar.
1243 verkaufte das Kloster Münchsteinach (Neustadt/Aisch) all sein Eigentum in Sumeringen, ausgenommen die Eigenleute, an Gottfried von Hohenlohe. 1279 wurde der Ort durch Willeburg, die Witwe Krafts von Hohenlohe, dem Kloster Schäftersheim vermacht, das es aber nicht halten konnte. Die Hohenlohe verkauften das Dorf 1295 an das Kloster Schöntal, bei welchem es bis zur Säkularisation geblieben ist. Der Ort, an der alten Handelsstraße Frankfurt–Nürnberg gelegen, war eine einträgliche Zoll- und Geleitstätte und gehörte zur Zent Bütthard. 1803 kam er an Württemberg und gehörte fortan zum Oberamt Mergentheim. Genauso gut hätte es natürlich auch nach Bayern kommen können, aber Napoleon hatte sich für den König von Württemberg entschieden.
Weil Simmringen so eine einträgliche Zollstätte darstellte, wollten es die Büttharder eigentlich auch gar nicht hergeben und sollen sogar mit dem Beginn eines „kleinen“ Krieges gedroht haben (ihre Truppen standen schon parat), bevor der König von Württemberg dem Spuk mit einer kleinen Truppenabordnung ein Ende machte.
Kirchlich gehörte Simmringen ursprünglich nach Gaurettersheim (Diözese Würzburg). Es wurde 1818 nach Bernsfelden umgepfarrt, 1828 Pfarrkuratie und 1835 eigene Pfarrei und ist seitdem die nördlichste Pfarrei der Diözese Rottenburg/Stuttgart.
Am 1. Januar 1972 wurde Simmringen nach Igersheim eingemeindet.

### Einwohnerentwicklung
Die Bevölkerung von Simmringen entwickelte sich wie folgt:
| Jahr | Gesamt |
| ---- | ------ |
| 1961 | 108    |
| 1970 | 86     |
| 2017 | 65     |

## Kultur und Sehenswürdigkeiten
Die 1670 erbaute Kirche ist dem heiligen Martin und dem heiligen Veit aus der Gruppe der 14 Nothelfer geweiht.